# Daruma

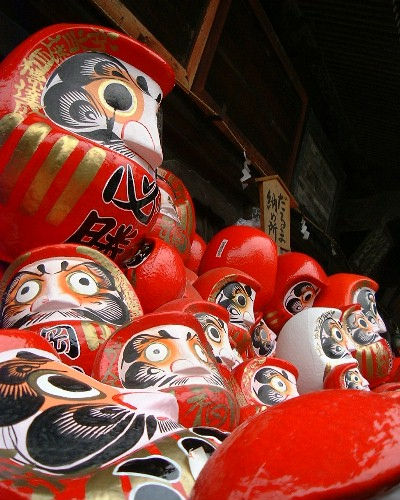
Darumas au temple Shorinzan Daruma-ji, à Takasaki au Japon.

Pour les articles homonymes, voir Daruma (homonymie).
Daruma (達磨 / だるま) est le nom japonais de Bodhidharma (prononciation japonaise de Dharma). Le daruma est une figurine de papier mâché japonaise qui a la forme d'un moine bouddhiste. Un daruma est surtout, dans la culture japonaise, une figurine à vœux, chance et prospérité.

## Description de la figurine

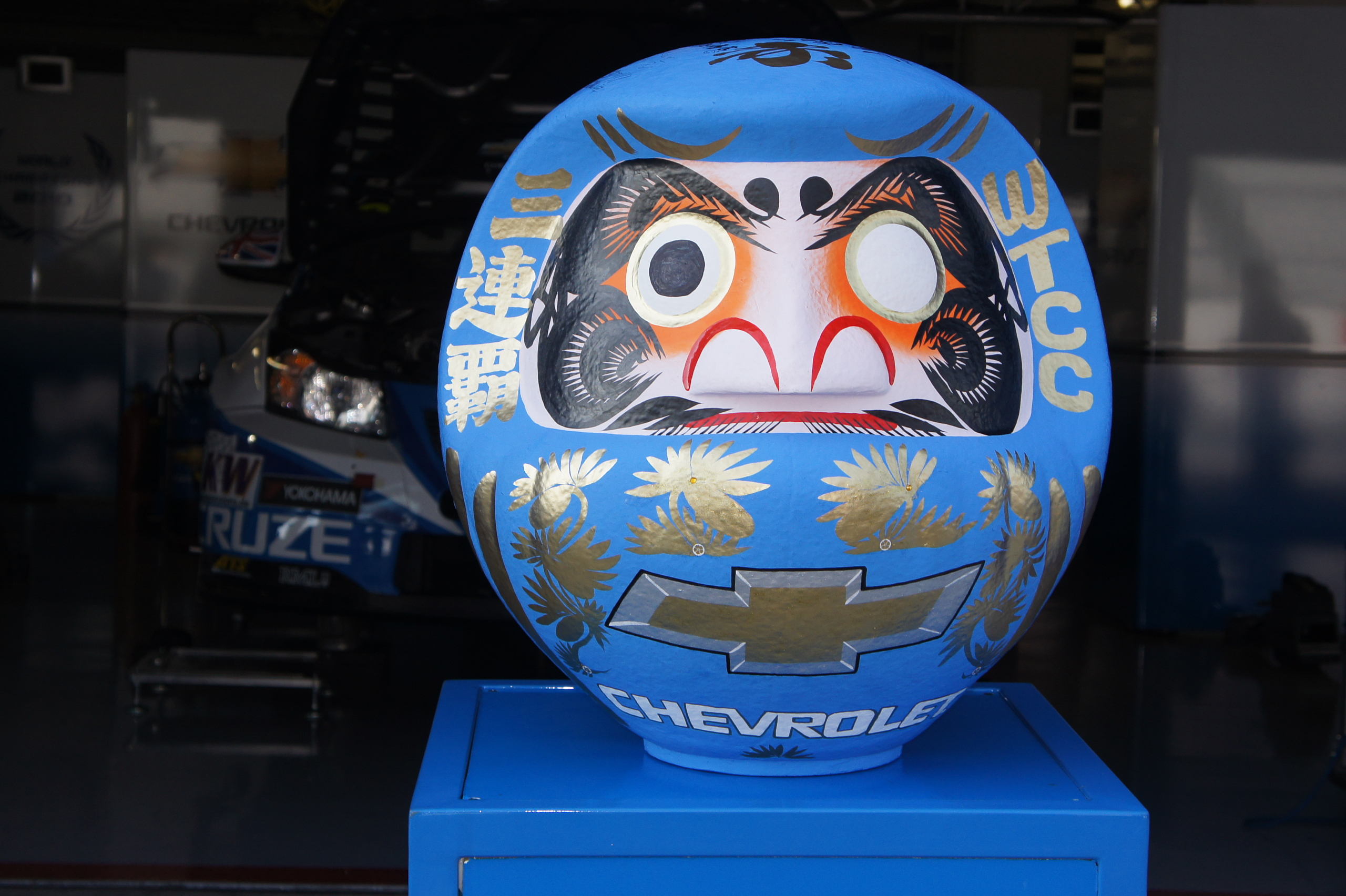
Daruma de l'équipe Chevrolet lors de la manche japonaise du championnat WTCC.

Les darumas sont des figurines de papier mâché creuses, de forme arrondie, sans bras ni jambes, modelées d'après Bodhidharma. Bodhidharma était un religieux indien de la secte bouddhique Dhyāna à l'origine de la création de l'école du bouddhisme zen ,.
Selon la tradition il serait resté en méditation en position zazen pendant neuf ans et aurait vécu jusqu'à 150 ans. Une légende dit que les jambes et les bras de Bodhidharma auraient fini par pourrir, ce qui serait à l'origine de la forme de culbuto des darumas. La forme particulière de la statuette et sa répartition des masses lui permettent en effet de toujours se remettre droite quelle que soit sa position initiale.
Originaires de Takasaki, dans la préfecture de Gunma, les darumas furent créés au cours du XVIIIe siècle par un moine à l'attention de ses fidèles. On peut toujours se procurer les darumas dans les temples bouddhistes ou dans des boutiques situées à proximité. Les plus petits avoisinent 15 cm de hauteur et les plus grands mesurent environ 60 cm de hauteur. On possède généralement un seul daruma entamé à la fois.
Les statuettes sont le plus souvent rouges mais parfois jaunes, vertes, violettes ou blanches. Le visage de la figurine est moustachu et barbu, les yeux sont initialement blancs et sans iris. Certaines figurines ont, sur les joues, des caractères peints expliquant le type de souhait de son propriétaire (gloire, richesse, santé, protection des siens). Le prénom du propriétaire peut être inscrit sur le menton de la figurine.

## Rituels associés

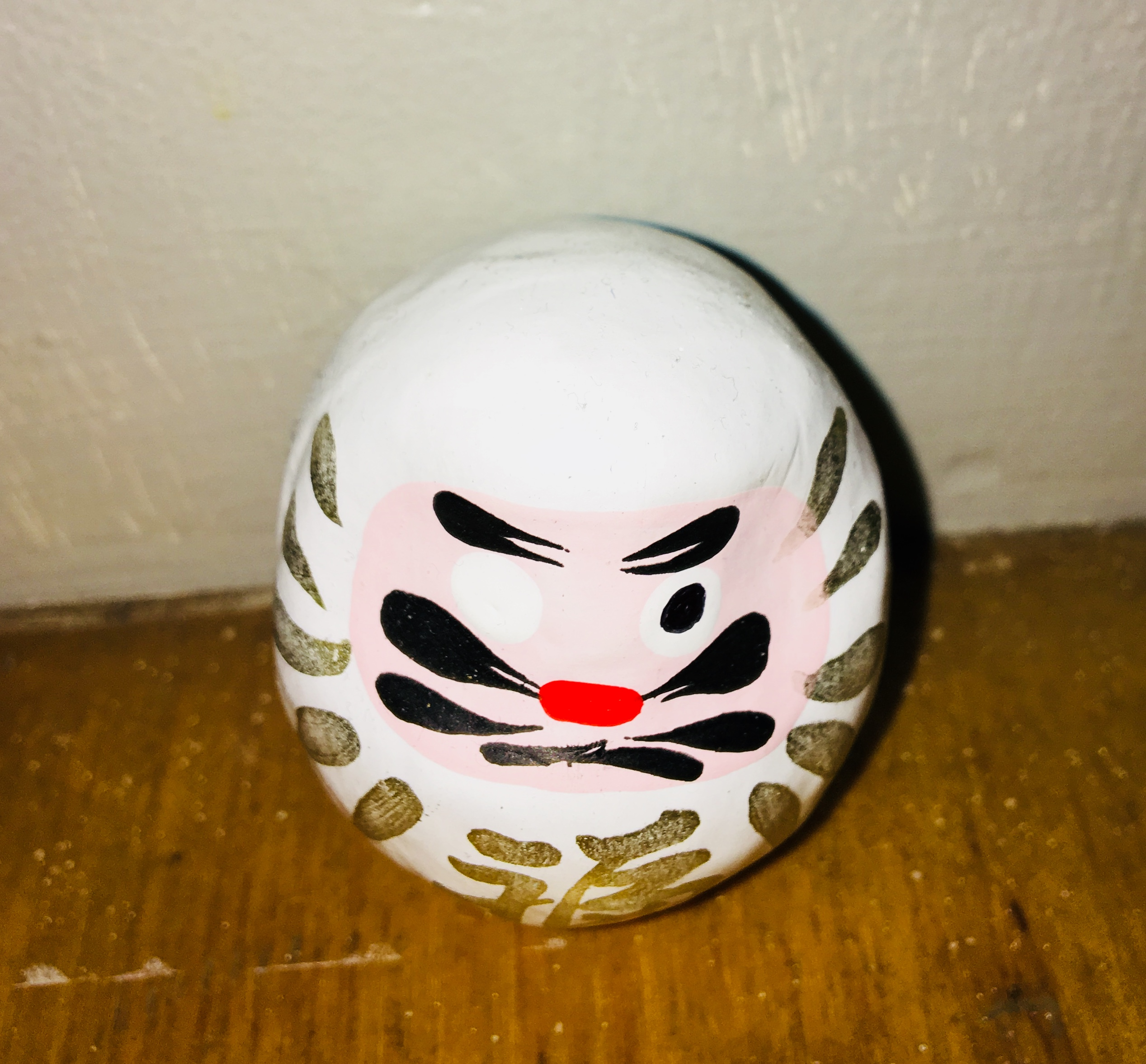
Figurine de daruma blanc provenant de Tokyo au Japon.

À l'encre noire, le propriétaire du daruma dessine la pupille circulaire du premier œil en formulant mentalement son vœu. Le daruma est ensuite exposé en hauteur dans sa maison, souvent près d'autres objets de même ordre, comme un butsudan, sorte de boîte à prière bouddhiste jusqu'à ce que le vœu se réalise. Le fait de mettre le daruma en évidence chez soi est un moyen de se rappeler le vœu et, ainsi, un appel à l'action et non une attente de réalisation divine : le daruma ne réalise pas directement le vœu mais est un moyen pour l'homme de réaliser son vœu par lui-même. Si le souhait se réalise, on dessine alors la seconde pupille et on écrit la façon dont le vœu s'est réalisé. Ceci apporte, au-delà des superstitions, l'avantage d'apporter une réflexion sur la façon d'accomplir ce qui est désiré,.
Si le vœu ne se réalise pas, et que le daruma a été acheté dans un temple (dont il porte alors le sceau), son propriétaire peut l'y renvoyer pour qu'il y soit brûlé ; la plupart des temples refusent de brûler des figurines qu'ils n'ont pas confectionnées. Le rituel de destruction par le feu, généralement à la fin de l'année, indique aux kami que l'on n'a pas renoncé à son souhait mais que l'on cherche d'autres moyens pour qu'il se réalise,,.
Le daruma est fêté au Japon tous les 5 mai (Daruma-ki).

## Fabrication
La fabrication traditionnelle se fait de manière artisanale. Après avoir été malaxé puis longuement bouilli, le papier est mélangé à une colle spéciale puis disposé dans des moules. Lorsque le papier-mâché est sec, les darumas sont entièrement recouverts de peinture blanche. Ils sont ensuite recouverts d'une seconde couche correspondant à la couleur finale désirée. La face est ensuite peinte en blanc et on ajoute les détails du visage et le kanji du ventre. Le séchage se fait au bout de tiges en bambou. Une pastille de papier est collée sous le daruma pour boucher le trou restant,.

## Dans la culture

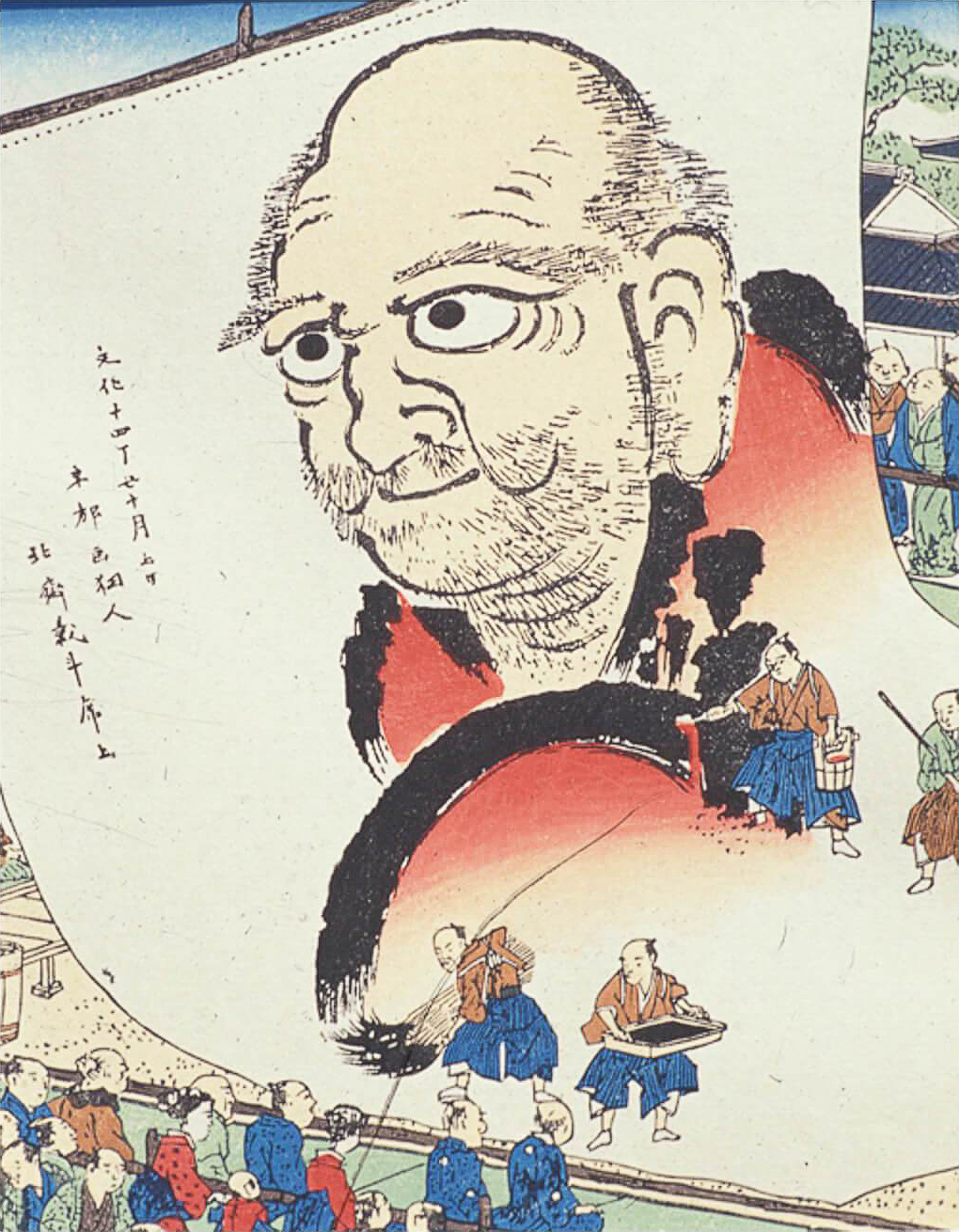
Estampe de 1817 représentant Hokusai peignant le Grand Daruma, portrait monumental de Daruma.

- De nombreux jeux d’enfant sont inspirés par le daruma. Deux exemples sont Darumasan ga koronda (だるまさんがころんだ?) (l’équivalent de notre Un, deux, trois, soleil) et le Daruma Otoshi (だるま落とし?).
- Par ailleurs, on retrouve également le daruma comme source d'inspiration dans la série Pokémon avec Darumarond et son évolution Darumacho, notamment sous sa forme « transe »[5].
- Au Japon, les bonhommes de neige sont appelés 雪だるま (yuki-daruma), littéralement « daruma de neige ».
- L'Œil du Daruma, est un roman de Charles Haquet paru en 2001.
- Dans le manga Jeux d'enfants (2011 – 2016), adapté en film par Takashi Miike sous le nom de Kamisama no iu tōri (2014), des lycéens doivent participer à un « 1, 2, 3 soleil » meurtrier mené par un daruma.
- Le groupe de métal symphonique italien Temperance a une chanson appelée "Daruma" dans leur single Hermitage : Daruma's Eye's Pt.2 qui leur est consacré.
- L'artiste français Népal (rappeur) a une chanson appelée "Daruma" dans son album "Adios Bahamas".
- Dans le manga Bleach, un des personnages , le capitaine Shunsui Kyoraku , a une attaque basée sur Darumasan ga koronda (un deux trois soleil)

## Significations des couleurs
Le daruma est de différentes couleurs, voici les significations de chacune des couleurs : le rose signifie l'amour ; le doré la fortune, la richesse et l'argent ; le blanc signifie le mariage et la chance aux examens ; le vert la santé ; le noir protège de la malchance et du mauvais œil et le rouge sert à chasser les mauvais esprits